# Pieter Franciscus Dierckx
Pieter Franciscus Dierckx (Anversa, 7 febbraio 1871 – Anversa, 4 settembre 1950) è stato un pittore belga.
Ha studiato ad Anversa presso l'Accademia di Belle Arti e l'Istituto Superiore. Fra i suoi professori annovera i fratelli Juliaan e Albert De Vriendt e Karel Verlat.
È stato membro del circolo artistico De Scalden di Anversa.
Nel settembre 1896 è stato nominato direttore dell'Accademia di disegno a Tamise (in olandese Temse) e contemporaneamente assume la responsabilità diretta dei corsi di disegno. Si fa promotore della modernizzazione della scuola elevandone il prestigio.
Pieter F. Dierckx è considerato uno dei più importanti direttori nella storia dell'Accademia di Tamise.
Come acquafortista e autore grafico mette il proprio talento a disposizione delle organizzazioni sociali (manifesti, insegne ecc.).
Allo stesso modo illustra lo Studentenliederboek (raccolta di canzoni studentesche - 1899) di Karel Heyndrickx.
Nel 1910 illustra alcuni libri di Lodewijk Scheltjens (1861 - 1946), scrittore di racconti per bambini.
Nel 1912 coopera alla realizzazione del corteo storico a Rupelmonde in occasione del 400º anniversario della nascita di Mercator.
Durante la prima guerra mondiale dipinge la via rurale a Tamise che ritroveremo nelle seguenti opere: “Gli sbucciatori di patate nella casa di riposo”, “ Il pasto frugale”, “La distribuzione della minestra”, “Lo scortecciamento dei vimini”, “La merlettaie”, “Lo zoccolaio”, “Il cestaio”, “Il piccolo molo” (1917), “La fattoria bruciata”, “La casellante del passaggio a livello”, “La famiglia del tessitore”, “ L'arcolaio” ecc…
La maggior parte delle sue opere rappresentano dei paesaggi, soprattutto foreste.
Essendo un esponente della scuola neo-impressionista, la luce assume nelle sue opere un ruolo fondamentale.
Il nostro era anche affascinato dal genere storico. Grazie all'interessamento di Franz Courtens, grande estimatore dell'opera di Pieter Dierckx, viene incaricato di dipingere due quadri di ambientazione storica per la sala del consiglio della città di Lokeren.
Uno di essi rappresenta Carlo V che nel 1555 affida ai Consiglieri della città di Lokeren il documento che autorizza l'organizzazione di un mercato settimanale; l'altro ci mostra l'istituzione da parte di Alberto e Isabella (1613) dell'associazione di S. Sebastiano. Si tratta di quadri di gran pregio che confermano la gloria della scuola Leys e che, inoltre, mostrano che Pieter Dierckx riesce a evocare magistralmente le scene storiche.
Nel maggio 1919 il pittore torna ad Anversa, dove apre un atelier. Il quadro “La predicazione di S. Willibrord sulle rive della Schelda” di oltre 5 metri di larghezza, conferma una volta di più il suo talento di pittore storico. Quest'opera si trova nella chiesa del Sacro Cuore ad Anversa, Lange Beeldekensstraat 18.
Le opere “La ronda mattutina delle Silfidi” e “Orfeo, il melodioso cantore di Tracia” (1942) rappresentano temi mitologici.
Ha anche dimostrato la sua autorità quale ritrattista.
Dal 1952 l'Accademia di Disegno di Tamise istituisce un premio biennale “Premio di pittura Pieter Dierckx”.
Nel 1986 il Comune di Tamise ha dedicato una nuova via a Pieter Dierckx.
Pieter Dierckx si inserisce nella tradizione dei grandi maestri della sua generazione, in cui occupa un posto di rilievo.

## Mostre
- 1986 - “Dodicesima esposizione del circolo artistico Eigen Vorming” a Borgerhout (Anversa)
- 6 giugno 1897 – “Prima mostra dei De Scalden” ad Anversa - sala Verlat
- 25 marzo 1900 – Terza mostra delle arti Monumentali, Decorative e Applicate dei De Scalden ad Anversa.
- 1924 – Anversa - sala “Loquet”
- 30 novembre 1925 – Anversa - sala “Jordaens, Korte Klarenstraat.
- Febbraio 1977 – al Comune di Tamise, in occasione del bicentenario dell'Accademia di Disegno.
- 24 giugno/13 agosto 2006 – Retrospettiva al Museo Comunale di Tamise.

## Saloni
- Anversa:  1901, 1904, 1908, 1911
- Bruxelles:  1903
- Liegi: 1909
- Gand: 1913
- Budapest, Monaco di Baviera, Firenze (1907/1908), Parigi
- Anversa: “Exposition Triennale de 1911” nella Sala delle Feste e delle Mostre – Place de Meir
- “Deuxième Salon - décembre”, organizzato dalla “Fédération Nationale des Artistes-Peintres et Sculpteurs de Belgique”

## Pubblicazioni
- “Ons Volk ontwaakt” (23 agosto 1913)
- “Le Carnet Mondain” (7 dicembre 1913)
- “Anvers Artistique” (15 aprile 1924)
- “La revue moderne illustrée et de la Vie” (Parigi, 15 maggio 1939).
- “Kunstlerlexikon des XIX Jahrhunderts”, “Allgemeines Lexicon der bildeten Künstler des XX Jahrhunderts”- Herausgegeben von Hans Vollmer (1953)-VB Seeman Verlag Leipzig.
- “De Autotoerist” (4 febbraio 1971): la revue bimensuelle du Vlaamse Automobilistenbond, Anversa.
- Il libro d'arte “Parels Langs de Scheldekant deel II” (1980), composto da Leo Busschaert, Waasmunster.
- “Lexikon of the Belgian Romantic Painters” di W. Flippo (Edizioni: International Art Press, art book Publisher, Anversa - 1981).
- “Het Biografisch Kunstenaarslexicon Arto” (1999), composto da Wim Pas (Edizioni: De Gulden Roos).
- “Dictionnaire des peintres belges, nés entre 1750 et 1875” (Editions: Laconti Brussels - P&V Berko, Knokke).
- “Openbaar Kunstbezit” della città di Lokeren (31 maggio 2000).
- I giornali “Het Nieuwsblad”, “De Standaard”, “De Gentenaar”, “Het Volk” in occasione della retrospettiva presso il museo comunale di Tamise (30 giugno 2006).
- “De Belgische Beeldende Kunstenaars uit de XIXde en de XXste eeuw” di Paul Piron, Editions Art Belgium.
- “Belgian Artists Signatures-Handtekeningen van Belgische Kunstenaars uit de XIXe en XXste eeuwen” di Paul Piron (Editions Art Antiques, Auctions).